# Walter Wislicenus

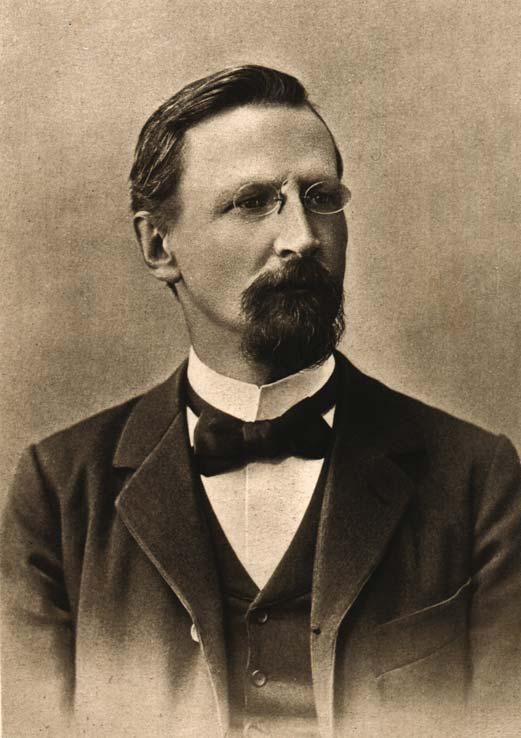
Walter Wislicenus, um 1900

Walter Friedrich Wislicenus (* 5. November 1859 in Halberstadt; † 3. Oktober 1905 in Straßburg, Elsass, an Typhus) war ein deutscher Astronom. Er war ein Sohn von Adolf Timotheus Wislicenus und Neffe des Pfarrers Gustav Adolf Wislicenus.
Ab 1880 war er Astronom an der Straßburger Sternwarte, ab 1889 Privatdozent und von 1894 bis 1897 außerordentlicher Professor für Astronomie an der Universität Straßburg.
Er begründete 1899 das Referateorgan Astronomischer Jahresbericht und gab die ersten Jahrgänge heraus; dieses Jahrbuch wurde 1969 durch das halbjährliche Astronomy and Astrophysics Abstracts ersetzt.
Nach ihm sind der Asteroid (4588) Wislicenus und ein Krater auf dem Mars benannt.